# Rhombodera basalis
Rhombodera basalis is een bidsprinkhaan die voorkomt in Zuidoost-Azië. De vrouwtjes worden ongeveer 8 cm lang, de mannetjes blijven met 6 à 7 cm iets kleiner. Wilhem de Haan beschreef de soort in 1842 in Verhandelingen over de natuurlijke geschiedenis der Nederlandsche overzeesche bezittingen. 
De Rhombodera basalis leeft voornamelijk in struiken en bomen en komt voor in Maleisië, Indonesië, Singapore en Thailand.